# Tomás Caetano
Tommaso De Vio, conhecido como Caetano (Gaeta, 20 de fevereiro de 1469 — Roma, 9 de agosto de 1534) foi um frade dominicano, exegeta, filósofo, teólogo e cardeal italiano.

## Biografia
De família nobre, nascido como Jacobo ou Giacomo, desde criança era muito devoto e amante do estudo. Entrou aos dezesseis anos para a Ordem dos Pregadores contra os desejos da sua família. Como estudante em Nápoles, Bolonha e Pádua era o preferido dos seus professores e colegas. Bacharel em teologia em 1492 e doutor em 1494.
Ordenado sacerdote em 1491, foi professor de «sentenças» e metafísica em 1493, em Pádua, professor de teologia em Brescia (1497). Foi nomeado procurador geral da sua ordem em 1501 e vigário-geral em 1507 por morte do então Mestre Geral. eleito como seu sucessor no Capítulo de 1509. Trabalhou para evitar o cisma provocado pelo Concílio de Pisa, convocado para deposição de Júlio II, defendeu o Papa redigindo a obra Tractatus de Comparatione auctoritatis Papæ et conciliorum ad invicem e defendeu a reforma da Igreja no V Concílio de Latrão tendo tido um papel primordial na defesa e reconhecimento da infalibilidade papal e na autoridade suprema do Bispo de Roma sobre os concílios.
Foi criado Cardeal no consistório de 1 de Julho de 1517 e eleito arcebispo de Palermo em 1518, do qual nunca chegou as tomar posse, por oposição do Senado da cidade, resignando em 1519 e sendo transferido para a diocese de Gaeta onde permaneceu até à sua morte.
Notável teólogo, opôs-se a Martinho Lutero e encontrou-se com ele, tentando que renunciasse ao cisma. De Vio ajudou na redação do projeto de excomunhão contra Lutero em 1519. Votou favoravelmente pela validade do casamento de Henrique VIII com Catarina de Aragão, primeira esposa do rei inglês. Escreveu comentários à Suma Teológica de Tomás de Aquino, que o Papa Leão XIII ordenou que fossem juntos à edição original para estudo e formação dos clérigos.

## Obras
Mais de 115, das quais se destacam:
- "Summa" (10 vol), Lyon, 1540, Roma, 1570; Veneza, 1596; Roma, 1773; Roma, 1888;
- "Opuscula omnia tribus tomis distincta" (fol., Lyon, 1558; Veneza, 1558; Antuerpia, 1612);
- "Commentaria super tractatum de ente et essentiâ Thomae de Aquino; super libros posteriorum Aristotelis et praedicamenta", etc. (fol., Veneza, 1506);
- "In praedicabilia Porphyrii praedicamenta et libros posteriorum analyticorum Aristotelis castigatissima commentaria" (8 vol., Veneza, 1587, 1599);
- "Super libros Aristotelis de Animâ", etc. (Roma, 1512; Veneza, 1514; Paris, 1539);
- "Summula de peccatis" (Rome, 1525, etc.;
- "Jentacula N.T., expositio literalis sexaginta quatuor notabilium sententiarum Novi Test.", etc. (Roma, 1525);
- "In quinque libros Mosis juxta sensum lit. commentarii" (Roma, 1531, fol.; Paris, 1539);
- "In libros Jehosuae, Judicum, Ruth, Regum, Paralipomenon, Hezrae, Nechemiae et Esther" (Roma, 1533; Paris, 1546);
- "In librum Job" (Roma, 1535);
- "In psalmos" (Veneza, 1530; Paris, 1532);
- "In parabolas Salomonis, in Ecclesiasten, in Esaiae tria priora capita" (Roma, 1542; Lyon, 1545; Paris, 1587);
- "In Evangelia Matt., Marci, Lucae, Joannis" (Veneza, 1530);
- "In Acta Apostolorum" [Veneza, 1530; Paris, 1536];
- "In Epistolas Pauli" (Paris, 1532);
- "Opera omnia quotquot in sacrae Scripturae expositionem reperiuntur, curâ atque industriâ insignis collegii S. Thomae Complutensis, O.P." (5 vols. fol., Lyon, 1639).

## Obras editadas em língua portuguesa
- "Comentário ao Do ente e da essência" (Editora Contra Errores, 2022)

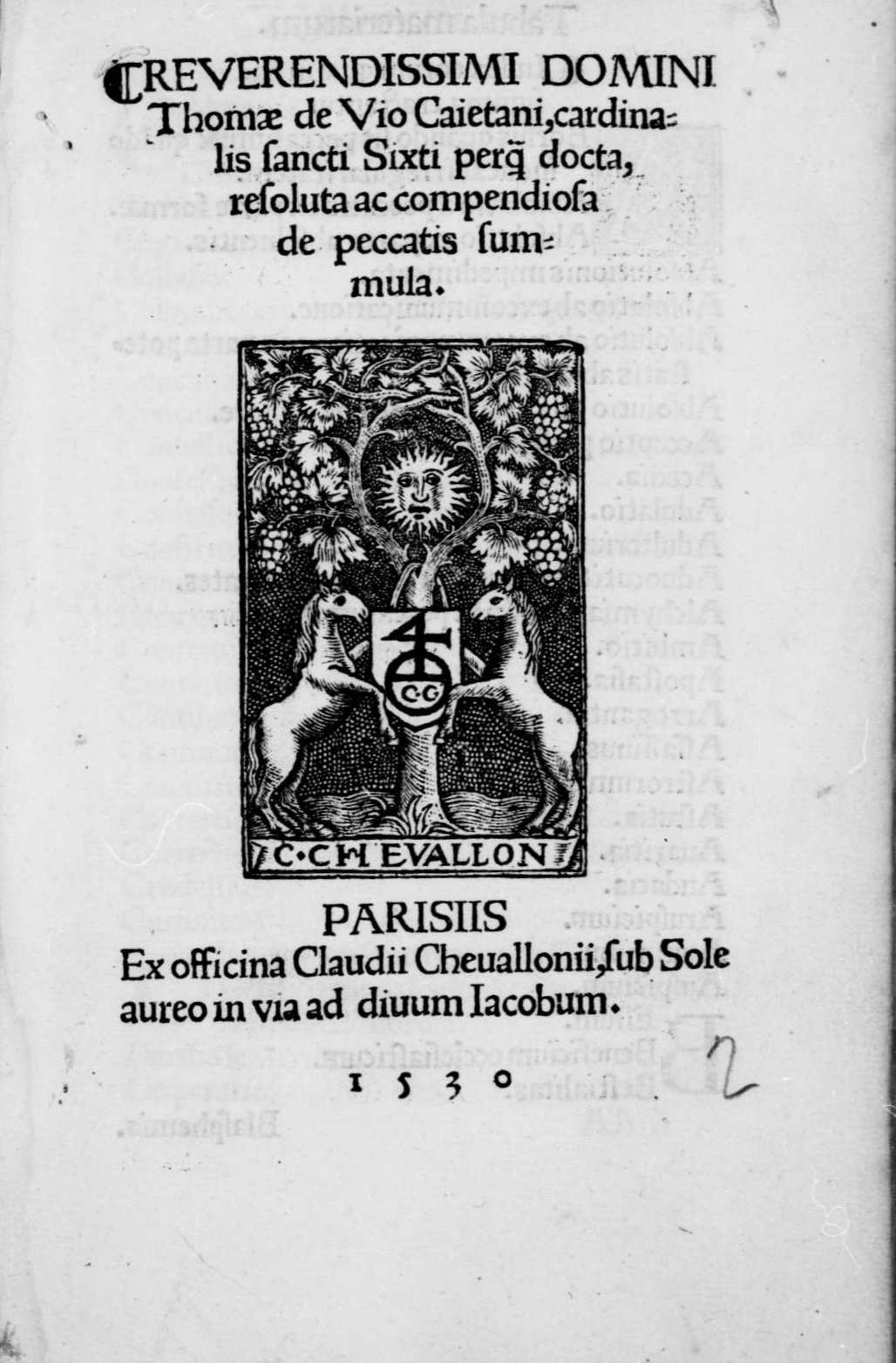
Summula Caietani, 1530
Opuscula omnia, 1596